# Truly Madly Guilty
Até que a culpa nos separe (titulo original: Truly Madly Guilty) é o terceiro livro da escritora australiana Liane Moriarty. Publicado em 26 de junho de 2017 pela Flatiron Books, ele segue a história de Erika e Clementine, duas amigas de infância que são convidadas para um churrasco na casa luxuosa dos vizinhos de Erika e um acontecimento assustador vai afetar profundamente a vida de todos os convidados.

## Enredo
Amigas de infância, Erika e Clementine não poderiam ser mais diferentes. Erika é obsessivo-compulsiva. Ela e o marido são contadores e não têm filhos. Já a completamente desorganizada Clementine é violoncelista, casada e mãe de duas adoráveis meninas. Certo dia, as duas famílias são inesperadamente convidadas para um churrasco de domingo na casa dos vizinhos de Erika, que são ricos e extravagantes.
Durante o que deveria ser uma tarde comum, com bebidas, comidas e uma animada conversa, um acontecimento assustador vai afetar profundamente a vida de todos, forçando-os a examinar de perto suas escolhas - não daquele dia, mas da vida inteira.